# Lodewijk Günther II van Schwarzburg-Sondershausen
Lodewijk Günther II (Ebeleben, 2 maart 1621 - aldaar, 20 juli 1681) was van 1642 tot 1651 graaf van Schwarzburg-Sondershausen. Daarna regeerde hij als graaf van Schwarzburg-Ebeleben. Na het overlijden van zijn neef Johan Günther IV in 1669 werd hij ook graaf van Arnstadt, waar hij tot zijn dood regeerde.

## Huwelijk en kinderen
Anton Günther I trouwde op 30 september 1669 met Concordia (1648-1683), een dochter van Johann VIII van Sayn-Wittgenstein-Hohnstein. Ze hadden twee dochters:
- Anna Augusta (1671-1688)
- Concordia (1672-1687)